# Frederick Millar, 1. Baron Inchyra
Frederick Robert Hoyer Millar, 1. Baron Inchyra GCMG CVO (* 6. Juni 1900; † 16. Oktober 1989) war ein britischer Diplomat.

## Leben
Millar besuchte das Wellington College in Berkshire und studierte danach am New College der University of Oxford. Nach seinem Universitätsabschluss als Bachelor of Arts, 1922, trat er 1923 in den diplomatischen Dienst ein. Er durchlief eine Karriere an den Botschaften in Berlin, Paris und Kairo sowie ab 1934 im persönlichen Stab des britischen Außenministers. Während des Zweiten Weltkriegs und anschließend bis 1950 war er an der Botschaft in Washington eingesetzt.
Im Anschluss daran repräsentierte Millar bis 1953 das Vereinigte Königreich im Nordatlantikrat. Im letztgenannten Jahr wurde er als Nachfolger von Sir Ivone Kirkpatrick letzter britischer Hoher Kommissar der Alliierten Hohen Kommission. Parallel erwarb er 1954 am New College der University of Oxford den Abschluss eines Master of Arts. Anschließend war er von 1955 bis 1956 Botschafter in der Bundesrepublik Deutschland. Nach seiner Rückkehr nach London wurde Millar bis zu seiner Pensionierung im Jahre 1962 beamteter Staatssekretär im Foreign Office.
1949 war er als Knight Commander des Order of St Michael and St George geadelt worden und 1956 wurde er zum Knight Grand Cross desselben Ordens erhoben. Von 1962 bis 1975 diente er auch als Wappenkönig des Order of St Michael and St George. Anlässlich seiner Zurruhesetzung wurde Millar am 2. Februar 1962 als Baron Inchyra, of St Madoes in the County of Perth, zum erblichen Peer erhoben und wurde dadurch Mitglied des House of Lords.
Millar heiratete 1931 Anna Judith Elizabeth van Swinderen († 1999), Tochter des niederländischen Botschafters in London Jonkheer Reneke de Marees van Swinderen (1860–1955). Das Ehepaar hatte zwei Söhne und zwei Töchter. Als Millar 1989 im Alter von 89 Jahren starb, erbte sein älterer Sohn Robert seinen Baronstitel.